# Vladimir Karp
Vladimir Karp (tiếng Belarus: Уладзімір Карп; tiếng Nga: Владимир Карп; sinh 9 tháng 10 năm 1994) là một cầu thủ bóng đá Belarus, thi đấu cho Krumkachy Minsk.